# 2014년 서울국제여성영화제
제16회 서울국제여성영화제는 2014년 5월에 개최된 영화제이다.

## 수상 및 후보

### 최우수상
- 나이아가라 - 하야카와 치에 수상

### 우수상
- MJ - 김희진 수상
- 미드나잇 썬 - 강지숙 수상

### 관객상
- MJ - 김희진 수상

### 심사위원 특별언급상
- 콩나물 - 윤가은 수상

### 메가박스 대상
- 펠리스 폭행사건 - 정진미 수상
- 다큐멘터리 옥랑문화 수상작
- 홀리워킹데이 - 이희원 수상

### 극영화 관객인기상
- 푸른수염 - 이수연 수상

### 다큐 관객인기상
- 개좆이라 케라 - 련 수상

### 아이틴즈 대상
- 전영 베누스(엄마의 미용실) - 강서림 수상

### 아이틴즈 특별언급
- Comma - 성나연 수상

### GS칼텍스 상
- 강윤주 수상

### (주)세방에스디엘상
- 개좆이라 케라 - 련 수상
- 아시아 단편경선
- 잔학기 - 장선희
- 청소시간 - 알라모크 마르샤
- 4학년 보경이 - 이옥섭
- 친밀한 가족 - 윤다희
- 여자도둑 - 신유정
- 말라리아 앤 모스키토스 - 핌파카 토위라
- 막 - 이원우
- 미드나잇 썬 - 강지숙
- MJ - 김희진
- 나이아가라 - 하야카와 치에
- 제육과 달 - 샤오유 두
- 잠자리 - 이해인
- 콩나물 - 윤가은
- 별이다 - 임혜원
- 뮤즈가 나에게 준 건 잠수병이었다 - 김세인
- 탈리타 쿰 - 박현영
- 다정하게 바삭바삭 - 장영선
- 마침내 날이 샌다 - 한인미
- 오늘 - 최정문
- 세상은 거칠거칠하다 - 구마가이 마도카
- Comma - 성나연
- 파라다이스 완성의 공식 - 이소윤
- 전영 베누스(엄마의 미용실) - 강서림
- 설렘주의보 - 김현진
- 똥과의례 - 김해도담
- 사생 - 황여진
- 스승의 은혜 - 박채원

### 새로운 물결
- 어뷰즈 오브 위크너스 - 카트린 브레야
- 프로파간다가 영화를 덮쳤을 때 - 안나 브로이노스키
- 앨리스 워커 : 진실한 아름다움 - 프라티바 파마
- 어메이징 캣피시 - 클라우디아 세인트-루스
- 핀스터월드 - 프라우케 핀스터발더
- 호텔 - 리자 랑세트
- 자, 이제 댄스타임 - 조세영
- 밀양, 반가운 손님 - 하샛별 외 2명
- 어둠 속에서 - 켈리 레이차트
- 파푸샤 - 조안나 코스 외 1명
- 토헤즈 - 섀넌 플럼
- 와즈다 - 하이파 알 만수르
- 집으로 가는 길 - 방은진
- 안되는 게 어딨어? - 리디아 두다
- 폐경? 완경! - 아델레 툴리
- 바히야 - 마비 마허
- 소녀 - 손도스 샤바
- 다녀왔어, 재클린 - 오오쿠 아키코
- 매표소, 그 안 - 바이 시
- 하소연 - 이숙경
- 사실은 - 나다 리야드
- 영향 아래의 여자 - 추상미

### 퀴어 레인보우
- 커피 한잔이 섹스에 미치는 영향 - 스테이시 패슨
- 질, 이성애 도전기 - 미쉘 에렌
- 마르가리타 - 로리 콜버트 외 1명
- 퀴어 필링 A부터 Z - 카린 미칼스키
- 마주 본 슬픔 - 루 해밀턴
- 젠더퀴어의 데이트 대소동 - 샘 베를리너
- 데이문 - 한상희
- 레즈보포비아 - 미 발케스탈 외 3명
- 러시아 감옥 - 스베틀라나 시가라예바
- 투 러시아 위드 러브 - 레 즈보아 외 1명
- 영 앤 게이, 푸틴 러시아 - 밀렌 라르손

### 쟁점들
- 과계 - 플로라 라우
- 캠 걸 - 미르카 비올라
- 굴레(영어판) - 니나 마리아 패샤알리두
- 좀도둑 - 구지현
- 경유 - 한나 에스피아
- 반짝이는 별빛 아래 - 다이아나 가예

### 특별상영
- 앨리스 워커 : 진실한 아름다움 - 프라티바 파마
- 늑대아이 - 호소다 마모루

### 특별전
- 낮은 목소리 - 변영주
- 낮은 목소리 2 - 변영주
- 낮은 목소리 3 - 숨결 - 변영주

### 회고전
- 안주코 - 나루세 미키오
- 치카마츠 이야기 - 미조구치 켄지
- 마다다요 - 구로사와 아키라
- 꿈의 탑 - 이마이 타다시
- 엄마 - 나루세 미키오
- 모스라 - 혼다 이시로
- 도쿄 랑데뷰 - 이케다 치히로
- 동경 이야기 - 오즈 야스지로

### 다큐멘터리 옥랑문화상
- 반짝이는 박수 소리 - 이길보라

### 오픈 시네마
- 또 하나의 약속 - 김태윤
- 풍비박산 - 쉬 통
- 우리는 불법노동자 - 호세 루이스 바예
- 작은 집 - 야마다 요지

### 아시아 스펙트럼
- 빙아이 - 펭 얀
- 베이징에서 태어나긴 했다만 - 마 리
- 위태로운 둥지 - 지단

### 다문화영상아카데미
- 고구마 - 김성란
- 정거장 위, 꽃이 피다 - 김현철
- 마흔 일곱 - 모우에 히로코
- 듣기 싫어도 끝까지 들어야 하는 노래 - 강호규 외 2명
- 우리집 - 권정연 외 1명
- 엄마, 학교에 가야한다구요? - 서울국제여성영화제 프로젝트 그룹 여이주
- 이주여성의 체류이야기 - 레티마이 투
- 나의 첫 김치 - 이지니
- 유카타 - 소고 나미에
- 안나의 꿈 - 사라
- 나에게도 아내가 생겼습니다 - 장성주
- 날개 - 디나